# EC Pinheiros
Esporte Clube Pinheiros – brazylijski klub piłkarski z siedzibą w mieście Kurytyba, stolicy stanu Parana (stan).

## Osiągnięcia
- Mistrz stanu Paraná (3): 1967,1984, 1987
- Wicemistrz stanu Paraná (6): 1922 (Savóia), 1925 (Savóia), 1926 (Savóia), 1985, 1986, 1988
- Mistrz drugiej ligi stanu Paraná (Campeonato Paranaense de Futebol da Segunda Divisão): 1982
- Taça José Milani: 1973
- Taça Cidade de Curitiba/ Taça Clemente Comandulli: 1977

## Historia
W dzielnicy Kurytyby Água Verde 14 lipca 1914 roku powstał klub Savóia Futebol Clube. W tym samym roku 17 grudnia utworzono Esporte Clube Água Verde. Oba kluby połączyły się w 1926 przyjmując nazwę Savóia – Água Verde. Następnie od 3 marca 1942 klub nosił nazwę Esporte Clube Brasil.
Od 1944 klub nazywał się Esporte Clube Água Verde i pod tą nazwą zdobył w 1967 pierwsze mistrzostwo stanu. W wyniku przeprowadzonego 12 sierpnia 1971 roku plebiscytu nazwa klubu zmieniona została na Esporte Clube Pinheiros.
Pinheiros 19 grudnia 1989 połączył się z klubem Colorado EC, w wyniku czego powstał nowy klub – Paraná Clube.